# Окиркебю
Окиркебю (дат. Aakikerby или Åkirkeby) — город в коммуне Борнхольм региона Ховедстаден в Дании. Это третий по размерам город на острове Борнхольм и в Балтийском море. Был главным городом и административным центром упраздненного муниципалитета Окиркебю. Расположен в середине южной части острова Борнхольм, между Рённе и Нексё. У датского телеканала TV2 есть местный офис в Окиркебю. На 2019 год в Окиркебю проживало 2088 человек.

## Название
Название города может быть переведено как «город церкви на ручье», где Aa или Å — «ручей», kirke — «церковь», а by — «город». Церковь, которая дала городу название, была построена в середине XII века, она является старейшей на Борнхольме, и её называют «Aa Kirke» — «церковь на ручье».

## История
Окиркебю возможно был основан в XII веке архиепископом Эскилем, после того, как он приобрёл остров Борнхольм в 1149 году. В 1346 году получил статус города, просуществовав уже около 200 лет.
Окиркебю был главным городом Борнхольма в Средневековье, будучи важной торговой точкой и местом председательства правительства Борнхольма. Позже, город опередили растущие портовые города, тем не менее, у Окиркебю был свой порт на перешейке Рагхаммер, восточнее ручья Грёдби, и к XIX веку этот порт был полностью покрыт песком. Городок всё больше терял свою значимость; от его предыдущей славы остались лишь церковь и больница.
В 1618 году от чумы в Окиркебю и приходе Окер умерло 928 человек. К 1658 году в Окиркебю жило 60 человек.
Часть города сгорела 10 мая 1760 года, с больницей и школой. К 1769 году в городке жило 357 человек. Окружной совет был перенесён в Рённе в 1776 году.
К 1900 году в городе были фабрики и заводы, с паровым котлом и пивоварней, маслодельней и 3 мельницами. С 1900 по 1968 годы, на Борнхольме существовала железная дорога Рённе-Нексё, и в Окиркебю была построена железнодорожная станция. Она до сих пор существует, и действует в качестве жилого дома. В 1970 году был сформирован муниципалитет Окиркебю, а в 2003 он вошел в состав муниципалитета Борнхольм.

## Инфраструктура
В Твилинггорде, к западу от Окиркебю, расположена электростанция Biokraft, принадлежащая компании Østkraft, где навоз перерабатывается в электроэнергию.
Начальная школа Ханса Ромера, у которой есть 9-классное подразделение в Вестермари, насчитывает 413 учеников.
Школа Давида, созданная тремя миссионерскими ассоциациями, была создана в 1974 году и насчитывала 49 учеников, а в данный момент их 195.
Детский сад в Окиркебю был создан в 1994 году.
Окиркебю-Халлерне — один из крупнейших спортивных объектов на Борнхольме. Он состоит из двух спортивных залов с общей площадью в 1800 м², комнатами для примерно 800 человек, и крупными кухнями.
Старая мэрия с 1867 года используется как гражданский дом.